# Инсулинокоматозная терапия

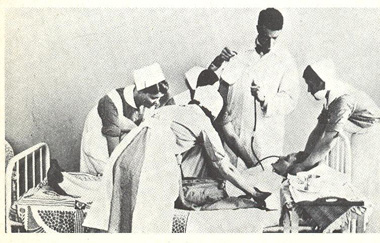
ИКТ в больнице Лапинлахте, Хельсинки, 1950-е годы

Инсулинокоматозная терапия, сокращённо ИКТ, или инсулиношоковая терапия (ИШТ), в среде психиатров иногда просто «инсулинотерапия» — один из методов интенсивной биологической терапии в психиатрии, заключающийся в искусственном вызывании гипогликемической комы с помощью введения больших доз инсулина.
Существует также методика лечения дозами инсулина, вызывающими не кому, а сопор, так называемая инсулин-сопорозная терапия (ИСТ).

## Исторические сведения
Впервые инсулинокоматозная терапия была предложена Закелем в 1933 году. Манфред Закель работал в небольшой частной психиатрической клинике в Берлине, специализировавшейся на лечении людей, страдающих зависимостью от героина и морфина. Как раз в это время был совершен сенсационный прорыв в терапии диабета с использованием инсулина. Закель заинтересовался этим гормоном и стал использовать его на своих пациентах, рассчитывая смягчить эффекты абстинентного синдрома от наркотиков и улучшить аппетит. В результате процедур пациенты периодически впадали в гипогликемическую кому. Затем Закель перебрался в Вену, где занялся лечением пациентов с шизофренией, экспериментируя с преднамеренным введением в гипогликемическую кому, методом, который он назвал инсулиношоковой терапией. Смертность от этой терапии тогда была довольно высокой — от 2 до 5 %. Впоследствии клинические исследования показали полную неэффективность метода, что вызвало возмущение у видных психиатров той эпохи, активно практиковавших данный способ лечения. Этот вид терапии продолжал изредка применяться в некоторых западных клиниках вплоть до 1960-х годов. В частности, инсулиношоковой терапии подвергся Джон Нэш — известный математик, страдавший шизофренией.

### Закат инсулинокоматозной терапии на Западе
В 1953 году в англоязычном рецензируемом медицинском журнале The Lancet британский психиатр Harold Bourne опубликовал статью, озаглавленную «Миф инсулина», в которой он утверждал, что нет достоверных оснований полагать, будто инсулинокоматозная терапия противодействует шизофреническим процессам. Если лечение работало, то только потому, что пациенты были выбраны предвзято и с ними обращались хорошо. «Инсулиновые пациенты, как правило, элитная группа, — отметил H. Bourne. — Они имеют привилегии и хороший прогноз». В 1957 году, когда сократилось использование инсулиновых ком, The Lancet опубликовал результаты сравнительного исследования лечения шизофрении. Две группы пациентов либо лечили инсулиновыми комами, либо вводили в бессознательное состояние с помощью барбитуратов. Между группами авторы исследования не обнаружили никакой разницы.
Инсулинокоматозную терапию прекратили применять на Западе, о самом методе перестают упоминать в учебниках.

### СССР и Российская Федерация
В СССР посчитали, что данные эксперименты были поставлены неправильно. «В нашей же стране ИКТ продолжала использоваться; она всегда считалась и продолжает считаться одним из самых эффективных среди методов интенсивной биологической терапии психозов, что хорошо известно нескольким поколениям врачей», — отмечает А. И. Нельсон в 2004 году.
В 1989 году делегация психиатров США, посетившая советские психиатрические больницы для того, чтобы подтвердить или опровергнуть сведения об использовании психиатрии в политических целях в СССР, отметила, что инсулиновые комы использовались даже применительно к тем пациентам, у которых американские психиатры не выявили никаких признаков психотических или аффективных расстройств.
В ряде авторитетных публикаций отмечались факты использования инсулинокоматозной терапии в советское время по отношению к диссидентам, принудительно помещавшимся в психиатрические больницы.
Из-за распространения нейролептиков в настоящее время в России сократилось использование ИКТ. В стандартах РФ этот метод, тем не менее, упоминается, хотя и рассматривается как резервный и может быть использован лишь в случае безуспешности других. В некоторых регионах страны инсулинокоматозную терапию не проводят.

## Показания
По современным данным официальной западной медицины, показаний к ИКТ нет.

## Применение
Метод ИКТ сложен и трудоёмок: требует выделения особой палаты, обучения персонала, постоянного наблюдения пациента в коме и ночью после комы, соблюдения режима питания. Сложности возникают при плохом состоянии вен.
Инсулинокоматозная терапия действует позже, чем психотропные средства. Если редуцирующее влияние психотропных средств возникает через несколько дней, а иногда и часов, то действие ИКТ наблюдается только после появления первых ком, а достаточно часто — лишь к концу терапевтического курса.

### Побочные эффекты и осложнения
Брутальность метода (фиксация пациента, ряд мучительных эффектов) не способствует популярности инсулинокоматозной терапии. Обильное потоотделение, возбуждение, сильное чувство голода и судороги, испытываемые пациентами во время применения ИКТ, порой описывались ими как крайне мучительные.
При использовании ИКТ существует риск затянувшейся комы, невзирая на введение глюкозы, и риск повторной комы (повторного развития коматозного состояния через несколько часов). Применение ИКТ сопряжено со значительным риском смертности.
При простой шизофрении использование инсулинокоматозной терапии может приводить к очень выраженному ухудшению психического состояния.

### Противопоказания
Абсолютные
- Органические повреждения ЦНС;
- Судорожный синдром, в частности эпилепсия;
- Повышенная чувствительность к гипогликемическому действию инсулина (тяжёлые гипогликемические реакции на небольшие дозы, вроде обычно применяемых для стимуляции аппетита);
- Аллергические реакции на препараты инсулина;
- Недостаточность коры надпочечников;
- Недостаточность функции щитовидной железы;
- Гипоталамо-гипофизарная недостаточность, синдром Шихана, болезнь Симмондса;
- Гипертоническая болезнь II—III стадии;
- Метаболический синдром;
- Сахарный диабет I или II типа;
- Выраженное истощение, кахексия;
- Сердечные аритмии;
- Пороки сердца, сопровождающиеся существенным нарушением гемодинамики;
- Острые и хронические инфекционно-воспалительные заболевания;
- Злокачественные опухоли;
- Язвенная болезнь желудка и двенадцатиперстной кишки, особенно в стадии обострения;
- Гастрит, холецистит, панкреатит в стадии обострения или с частыми обострениями;

Относительные
- Ожирение или избыточная масса тела;
- Иммунодефицитные состояния;
- Повышенная свёртываемость крови, наклонность к тромбозам;
- Гиперхолестеринемия, гипертриглицеридемия, гиперлипидемия.